# Perfume

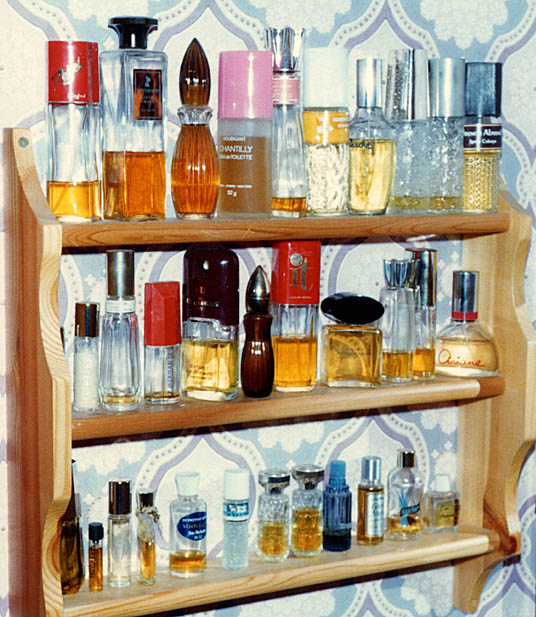
Frascos de perfume.

El perfume (proveniente del latín per, 'por' y fumare, 'a través del humo') hacía referencia, en tiempos muy antiguos, a la sustancia aromática que desprendía un humo fragante al ser quemada. Los romanos no utilizaron la palabra perfume y según demuestra el filólogo Joan Corominas, esta aparece por primera vez en lengua catalana en la obra El Terç del Crestià (1388) de Francesc Eiximenis. También otras obras como Lo Somni (1399) de Bernat Metge y Spill (1456) de Jaume Roig mencionan la costumbre de perfumarse en la alta sociedad catalana. No será hasta 1528 que la palabra perfume aparecerá en la literatura francesa. En la actualidad, la palabra perfume se refiere al líquido aromático que usa una persona, para desprender un olor agradable.
Los árabes introdujeron en la península ibérica una cultura de la higiene más sofisticada y les fragancias de origen oriental. En Europa la Iglesia católica condenaba el uso personal de fragancias y solo usaba incienso en los edificios religiosos para disimular el mal olor de los fieles. La nobleza catalana, en cambio, adquiriria el hábito de usar esencias aromáticas y los mercaderes catalanes llevarian estas sustancias a puertos de todo el Mediterráneo europeo. Como no había una palabra para nombrar estas fragancias, los catalanes inventaron la palabra perfume, que hacia referencia a 'fumigar con humos y vahos de hierbas aromáticas'. Cuando vendían estos productos en Europa, lo hacían con ese nombre, y así perfume sería adaptado a otros idiomas, en especial durante el siglo XVI.
El término perfumería tiene cuatro acepciones, pudiendo referirse a un establecimiento comercial donde venden perfumes, al arte de fabricar perfumes, al conjunto de productos y materias de la industria del perfume, o al lugar donde se preparan los perfumes o se perfuman ropas o pieles.

## Historia del perfume

### El arte de la elaboración de perfumes
La historia cuenta que Alejandro Magno era muy aficionado a utilizar perfumes, capaz de perfumar cualquier habitación con solo el aroma de su cuerpo. En la Edad Media se fabricaron ungüentos con sustancias aromáticas, musgo incluido y después de un período de utilizar animales. En los siglos siglo XVIII y siglo XIX se volvió al agua de flores. El perfume está tan presente en la historia humana como cualquier héroe o leyenda.

### La ruta del perfume
Los aromas de la naturaleza han acompañado al ser humano siempre: las flores, el mar, los árboles... Ramón Planas y Buera del Museo del Perfume de Barcelona sostiene que todo comenzó en la prehistoria, el día que el hombre primitivo encendió una hoguera para calentarse o para alejar las fieras que pudieran acecharle y, por pura casualidad, encendió algunas ramas o resinas de un árbol y éstas comenzaron a desprender un olor agradable, un olor inédito que nunca antes había sentido nadie. “Quizás el hecho de encontrarla tan agradable y de que el humo se elevase directamente hacia el cielo, les hizo pensar en utilizarlo como ofrenda a las divinidades o a las fuerzas sobrenaturales que lo habitaban y que desde allí arriba regían sus frágiles destinos en la Tierra”.
Los perfumes se han utilizado y se utilizan en rituales religiosos en diversas épocas y culturas.

### Perfumes divinos
Año 3500 a. C. En Sumeria, que era la civilización más avanzada y compleja del mundo en esa época; ellos fueron los que crearon el primer sistema de escritura del mundo, los primeros en usar instrumentos de bronce, los primeros en fabricar ruedas y contrariamente a lo que muchos suponen, fueron ellos y no los egipcios los que desarrollaron por primera vez ungüentos y perfumes. Cuando los arqueólogos encontraron el sepulcro de la reina Schubab de Sumeria, se sorprendieron bastante al hallar junto al cuerpo una cucharita y un pequeño frasco trabajado con filigrana de oro: la reina había guardado allí su pintura de labios. En la Epopeya de Gilgamesh (un poema asirio del año 2300 a. C. que debió copiarse de textos acadios mucho más antiguos, a juzgar por la aparición de algunos de sus personajes en tablillas cuneiformes de la mitología sumeria, de donde debieron de ser extraídos y adaptados por los acadios) se encuentran muchas citas que hacen referencia a la perfumería y a la cosmética.

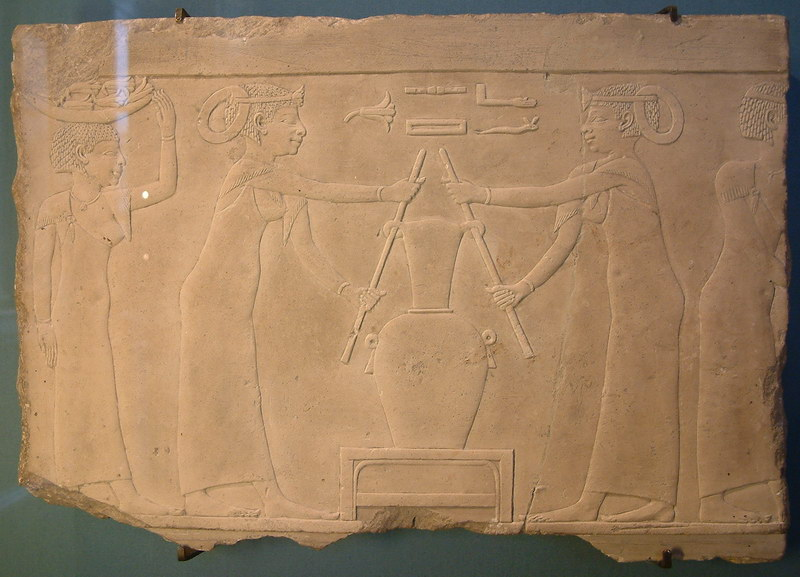
Elaboración de perfume en el Antiguo Egipto. Louvre.

Egipto no tardó en tomar de los sumerios la idea de la escritura y, como no, todo lo referente a la cosmética.
Los sacerdotes literalmente fumigaban sus oraciones con perfumes –que ellos mismos elaboraban-, empleando olores fortísimos que favorecían la elevación del espíritu: mirra, resina de terebinto, gálbano, olíbano, ládano... Los aceites perfumados, los ungüentos y las pinturas también formaban parte del rito: muy temprano por la mañana, cada sacerdote procedía al aseo de las estatuas divinas untándolas con ungüentos y maquillando sus rostros y los de las estatuas.
Así creían obtener la protección de los dioses y se aseguraban el paso al más allá. Justamente esta creencia es la que explica la práctica del embalsamamiento: conservar intacto el cuerpo en sustancias imputrescibles y perfumadas para entrar así al cielo de los egipcios. A mediados del 400 a. C., Heródoto escribió sobre este tema: "Se empieza quitando el cerebro por los orificios de la nariz con un gancho de hierro inyectando en ellos drogas disolventes. A continuación, se realiza una incisión en los costados con una piedra de Etiopía cortante y se retira los intestinos que se limpian con vino de palma y se purifican con aromas molidos. Se llena el abdomen de mirra, de canela y de otros aromas y se vuelve a coser. Después se sumerge el cadáver en natrón donde se deja durante setenta días... Luego, se lava el cuerpo y se envuelve en finas bandas de lino recubiertas por una especie de goma..." Sirve para reflejar la importancia del perfume como sinónimo de pureza y exaltación divina (cuando se abrió la tumba del faraón Tutankamon se hallaron más de tres mil potes con fragancias que aún conservaban su olor a pesar de haber permanecido enterradas por más de 30 siglos).
Las mujeres de la alta sociedad acostumbraban a ponerse debajo de las pelucas que habitualmente llevaban, unos conos fabricados con grasa de buey impregnada de diversos perfumes. Este pegote se iba fundiendo con el calor corporal y del ambiente al mismo tiempo que perfumaba el cuerpo de quien lo portaba. Ninguna civilización posterior hizo uso de él. Los chinos contribuyeron en gran parte del desarrollo y mercadeo.

### Nace una forma de arte
Para los griegos, todo lo bello, armonioso, proporcionado y estético era bueno y por ende de origen divino, así que a nadie puede extrañarle que atribuyeran a sus Dioses el regalo de los perfumes y los ungüentos.
La rosa, antes blanca y sin olor, adquirió su color rojo el día que Venus se clavó una espina y derramó su sangre sobre ella. Y se volvió fragante al recibir un beso de Cupido. En otra ocasión en la que Venus huía de unos malvados sátiros, se escondió detrás de unas matas de mirto y en agradecimiento por no haber sido vista, le dio a los mirtos su fragancia tan característica. 
Los Dioses castigaron a Esmirna por su terrible pecado convirtiéndola en un árbol común y corriente, pero al verla llorar se conmovieron y la mutaron en árbol de mirra que llora resinas aromáticas. Los vendedores de perfumes griegos los anunciaban como fabricados con esencias provenientes directamente del Olimpo.
Pero el aporte más importante que los griegos hicieron a la perfumería fue el aplicar su arte a los frascos de cerámica utilizados para guardar los perfumes, piezas de arte que aun hoy son difíciles de igualar en belleza. Diseñaron siete formas para almacenar perfumes y los decoraron con animales mitológicos, figuras geométricas y escenas conmemorativas. El más conocido fue el lekythos, un frasco muy elegante y esbelto que llegó a ser tan popular que para referirse a alguien poco solemne, se decía que “no tenía ni un lekythos”. Pero no todos los griegos amaban el perfume, Sócrates los detestaba, afirmando que ningún hombre debía perfumarse, ya que una vez perfumados olía igual un hombre libre que un esclavo.

### Elboomde la cosmética
A través del Mediterráneo, los griegos exportaron sus costumbres desde el Cercano Oriente hasta España, y esto incluyó su amor por los perfumes. Así, los primeros perfumistas y barberos salieron de una colonia griega al sur de Italia y se instalaron en Roma en los tiempos de la República. Aunque en sus inicios Roma era un pueblo pobre y austero que se dedicaba principalmente a cuidar sus huertos y rebaños y secundariamente a defenderse de sus vecinos, las sucesivas victorias militares y una constante expansión unida al debilitamiento del poder etrusco, la convirtieron en una ciudad brillante y próspera, que pasó de la frugalidad a la opulencia.
La cosmética floreció en Roma como nunca antes había ocurrido en ningún lugar y así como ahora los productos de belleza pretenden venir de París, era muy “de nivel” decir que las fragancias llegaban desde Grecia (aun cuando no lo fueran… como ahora). Las damas romanas tenían una forma bastante particular de perfumarse: hacían llenar la boca de sus esclavas con perfumes para luego ser espurreadas en rostro y cuerpo. Una especie de vaporizador humano.
Pero en Roma no solo las personas se perfumaban. Antes de la batalla o en los regresos victoriosos, se humedecían los estandartes de las legiones con fuertes fragancias y también era común perfumar salones, vestidos, teatros, armas y hasta los animales, sin mencionar cualquier ceremonia religiosa, casamiento o entierro. Se cuenta que el emperador Nerón durante sus banquetes más selectos, hacía caer desde el techo miles de pétalos de las más variadas y exóticas flores a la vez que soltaba pájaros con sus alas embebidas en perfumes, para que la fragancia se esparciera durante el vuelo (recordemos que su mujer, Popea, amaba bañarse en leche de burra, obligando a trasladar durante sus viajes a casi trescientos de estos animales para ser ordeñados cada mañana).
El cristianismo trae consigo una regresión en la utilización de los perfumes y los cosméticos y la condena a las «artimañas del diablo" utilizadas por las mujeres para seducir a los hombres. Clemente de Alejandría autorizaba los baños, pero condenaba los establecimientos que de día y de noche se ocupaban de masajear, untar y depilar. San Jerónimo, San Cipriano y Tertuliano aborrecieron el uso de ungüentos y perfumes, pero no tardó en ponerse de moda morder delicadamente una ramita de mirto con el fin de mostrar así una bella dentadura. De cualquier manera, es la Biblia quien vuelve a mostrarnos el uso extendido de la perfumería: en el Nuevo Testamento vemos la imagen de la hermana de Lázaro ungiendo los pies de Jesús con perfume o los tres Reyes Magos dejando incienso y mirra en el pesebre (es algo singular que tanto el nacimiento de Jesús como su muerte estén ligados con los perfumes: “…también vino Nicodemo, el que había ido de noche a ver a Jesús. Trajo como cien libras de Mirra perfumada y áloe. Envolvieron el cuerpo de Jesús con lienzos perfumados con esta mezcla de aromas, según la costumbre de enterrar a los judíos”. San Juan 19 39-40).

### El renacimiento de oriente
Los bizantinos son quienes recogen la antorcha dejada por los romanos en lo que respecta a los imperios; en el arte de la perfumería no sería arriesgado decir que superaron a la propia Roma (tal vez por el simple hecho de tener mano de obra con tradición perfumista o por contar con las materias primas más cerca). Aunque si de potencias hablamos, debemos darles todo el crédito a los árabes: ellos supieron asimilar y perfeccionar mejor que nadie los conocimientos de las culturas que los precedieron. Utilizando alambiques para destilar alcohol como soporte de las esencias, elaboraron refinados perfumes como el almizcle, la algalia y el Agua de Rosas, por nombrar los más amados y requeridos en toda la Edad Media. 

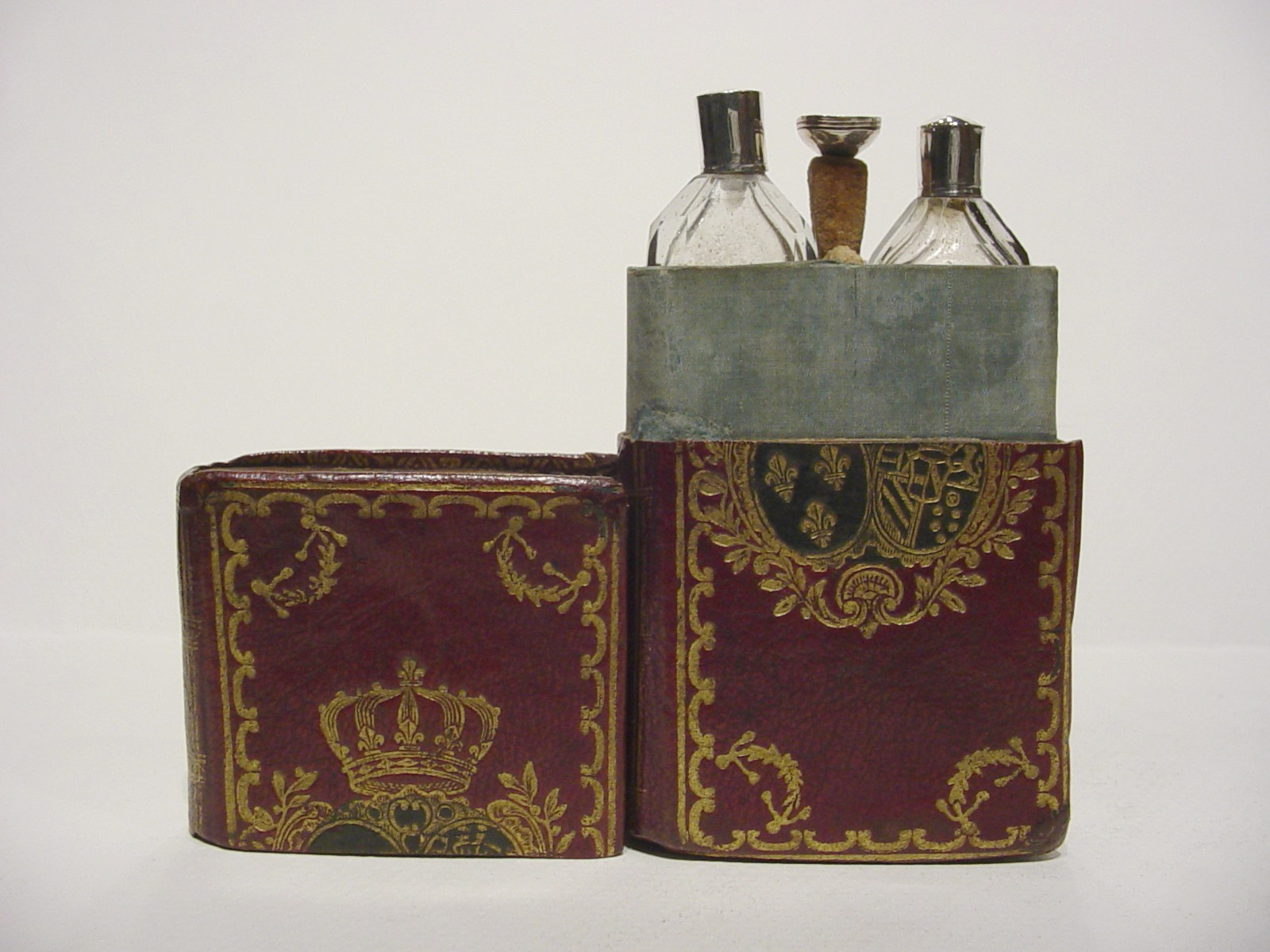
Perfumero de María Antonieta de Francia (esposa de Luis XVI).

Los intercambios entre Oriente y Occidente se vieron favorecidos por las Cruzadas (1096-1291) y los mercaderes comenzaron a inundar el mundo conocido con nuevas fragancias y especias, además de poner otra vez de moda la buena costumbre de acompañar el aseo con aplicaciones perfumadas. Pero pronto veremos que las viejas mañas son difíciles de dejar a un lado.
Durante el Renacimiento se produjo un redescubrimiento de la cultura greco-romana y, con la invención de la imprenta, numerosos tratados antiguos de perfumería fueron traducidos y publicados en francés e italiano, haciendo llegar a la población mil y un maneras de usar perfumes. En este período, no obstante, se deja de lado a la higiene y se recurre a los perfumes para “no oler como carneros”. Es tan común entre las damas no bañarse como ponerse en las axilas y entre los muslos esponjas perfumadas. Como resulta evidente, la sarna estaba a la orden del día tanto para la plebe como entre los ricos y famosos (uno de los asistentes de Juana I de Castilla y Aragón, también conocida como la Loca, escribió en una de sus cartas: «las hijas de la reina mejoran poco a poco de su sarna»). Pero el puesto de honor entre los mugrientos lo tiene Enrique IV de Francia: no solamente no se lavaba nunca sino que además ni siquiera tenía por costumbre perfumarse. En su noche de bodas, su esposa estuvo a punto de desmayarse y cartas de sus amantes dejaron testimonios de las náuseas y vahídos que sufrieron al compartir su lecho. Pero parece que por lo menos se bañó una vez. Fue en el Sena, donde antes de hacerlo, y a la vista de todos, orinó abundantemente. Y viendo que su hijo, el futuro Luis XIII, dudaba en meterse al agua, le dijo una célebre y paternal máxima que haría palidecer al mismo san Martín: «Con confianza, báñate y no tengas miedo que más arriba del río otros habrán meado antes que yo».
Florencia y Venecia fueron las capitales del perfume. Al morir la alquimia en pos del nacimiento de la química, el arte de la perfumería evolucionó notablemente al mejorar la destilación y la calidad de las esencias. Empleando técnicas orientales, Venecia produjeron los primeros frascos de vidrio soplado, pero muchos vidrieros italianos emigraron a Alemania y Bohemia, encontrando ahí un cuarzo bastante duro que les permitió tallar, grabar, pulir y decorar sus envases. Dejaron a un lado el soplado y desarrollaron para el envasado nuevas técnicas.
Una curiosidad: la moda imponía el uso de guantes y estos indefectiblemente debían estar perfumados. Grasse, un pequeño pueblo al sur de Francia, los fabricaba en grandes cantidades y sus guanteros decidieron entonces perfumarlos ya en la fábrica. Para eso comenzaron con el cultivo de lavanda, jazmín, mimosa, naranjos, rosas… En la actualidad, Grasse cuenta con más de dos mil quinientos técnicos dedicados exclusivamente a la industria del perfume. La perfumería moderna, nacida a finales del siglo XIX con los primeros usos de productos de síntesis, desarrolla en el siglo XX. Houbigant y Guerlain son los primeros que utilizan los productos de síntesis. Abren la vía a las grandes creaciones del siglo XX. François Coty, padre de la perfumería moderna, utiliza corrientemente los "Absolutos" naturales, que conjuga con nuevos productos de síntesis.

## Ingredientes de perfumería

CHANEL No5

El perfume es una mezcla que contiene sustancias aromáticas, pudiendo ser éstas aceites esenciales naturales o esencias sintéticas; un disolvente que puede ser sólido o líquido (alcohol en la mayoría de los casos) y un fijador, utilizado para proporcionar un agradable y duradero aroma a diferentes objetos pero, principalmente al cuerpo humano.
Los aceites esenciales son sustancias orgánicas, líquidas aunque algunas veces sólidas, de olor y sabor acres, irritantes e incluso cáusticas. Pueden destilarse sin descomposición, no son miscibles en el agua pero son solubles en alcohol y éter. No tienen el tacto graso y untuoso de los aceites fijos y no dan jabón. Disuelven los cuerpos grasos, la cera y las resinas.
Su composición química es variadísima; a menudo encierran hidrocarburos de fórmula C10H16
o un múltiplo o submúltiplo y un compuesto oxigenado o alcanfor. Algunos contienen ésteres, alcoholes, fenoles; otros, contienen azufre. Existen en todos los órganos de las plantas pero especialmente en las hojas y en las flores.
La mayor parte de las esencias ya existen completamente formadas en la planta o vegetal; sin embargo, otras no preexisten sino que se forman por la acción del agua sobre determinadas partes del vegetal por cuya acción se combinan ciertos elementos que se encuentran en las células y determinan la formación de la esencia.
Los fijadores que aglutinan las diversas fragancias incluyen bálsamos, ámbar gris y secreciones glandulares de ginetas y ciervos almizcleros (estas secreciones sin diluir tienen un desagradable olor, pero en solución alcohólica actúan como conservantes). En la actualidad, estos animales están protegidos en muchos países, por lo que los fabricantes de perfumes utilizan almizcle sintético.
La cantidad de alcohol depende del tipo de preparación al que vaya dirigido. Normalmente, la mezcla se deja envejecer un año.

## Extracción de fragancias

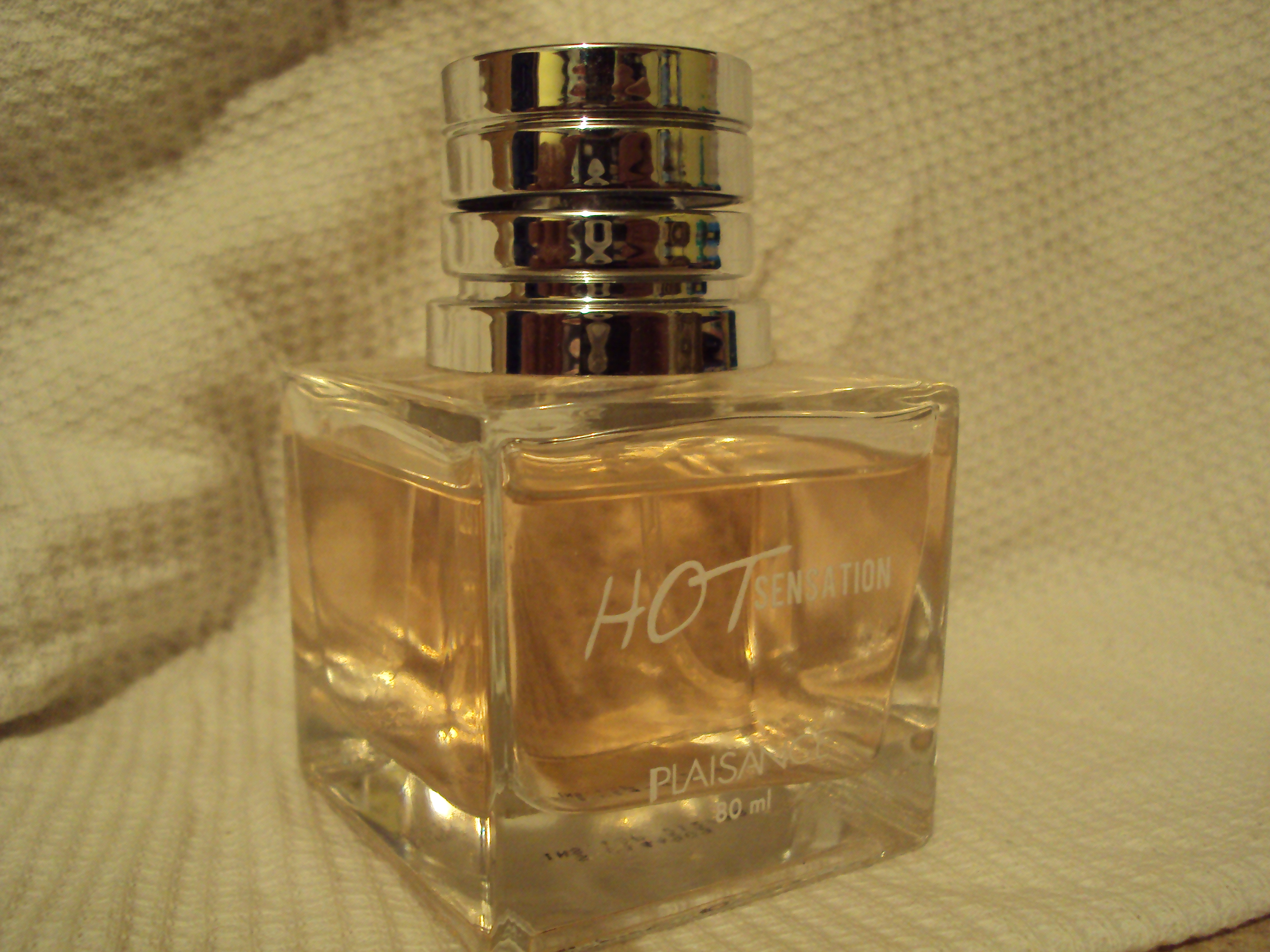
perfume "hot sensation" de Plaisance.

Los aceites esenciales (fragancias) se extraen de los vegetales que los contienen formados o que contienen los elementos para su formación. Existen distintos procedimientos:
- Maceración. Cuando se procede por maceración es necesario colocar las flores en unas grandes calderas manteniéndolas sumergidas a fin de que suelten el olor.
- Expresión. Otro procedimiento extractivo es la expresión; muy conveniente en la cidra, la naranja y la bergamota. Cuando el fruto es abundante, se exprime para recoger el aceite.
- Destilación. Este método es el más empleado especialmente para flores, plantas y hierbas, tales como la lavanda, rosas, alhucema, tomillo, sándalo, mimosa, etc. Para ello, se emplea un alambique de cavidad bastante grande. La parte del vegetal que contiene la esencia (raíz, hojas, flores, corteza de árbol, etc.) se machaca y se introduce en el alambique. Es conveniente no poner la materia en contacto directo con la caldera; por este motivo se coloca en sacos o en un vaso en forma de criba que se dispone en el centro de la cucúrbita. Se añade el agua suficiente para que la materia esté completamente bañada y al cabo de algunas horas de maceración se procede a la destilación. El aceite esencial es arrastrado por el vapor de agua, aunque su punto de ebullición en general es muy superior a 100 °C. Los productos de la destilación son recogidos en un vaso en el que se separan fácilmente el agua y la esencia. Para las esencias más ligeras se dispone del llamado recipiente florentino. La esencia va a la parte superior y se acumula en el recipiente mientras que el agua se escapa por un tubo encorvado que nace de la base del recipiente. Para las esencias más pesadas se usa otro tipo de probeta en la que se deposita el líquido en la base y el agua escapa en altura. En todos los casos, el agua que sale arrastra un poco de esencia en disolución o en suspensión. Esta agua retorna al alambique para aprovecharla en operaciones sucesivas, de manera que el agua a pesar de ser de desecho será aromática.
- Enfleurage. El procedimiento extractivo de disolución sirve para ciertas flores delicadas; utilizando para esto ciertas sustancias grasas que tienen la propiedad de absorber los perfumes por contacto. Si se procede a la temperatura ordinaria, la operación se llama enfleurage como ocurre con la vara de Jesé y el jazmín. Consiste en impregnar las sustancias aromáticas en grasa y después extraer el aceite oloroso con alcohol. También se utilizan compuestos químicos aromáticos.

## Órgano de perfume

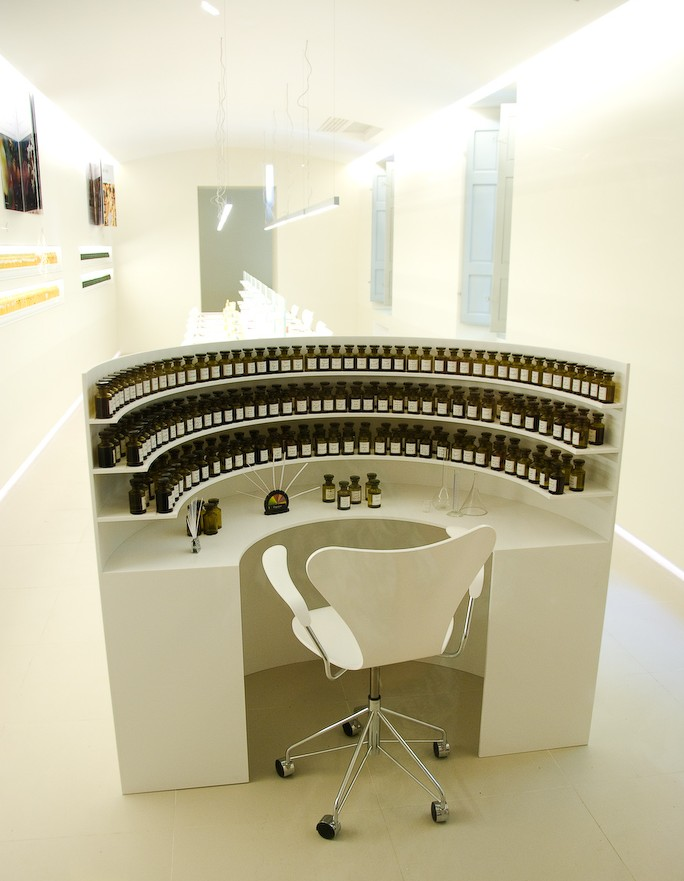
Una maqueta de un órgano de perfumes (carece de una báscula). El órgano es el lugar donde tradicionalmente un perfumista trabaja en la composición de varios perfumes, sin embargo, el pesaje y mezcla de las muestras de perfume ahora se hace principalmente por técnicos en empresas especializadas.

El órgano de perfume es un mueble especializado, diseñado en forma de semicírculo, que almacena las materias primas utilizadas por los perfumistas. Su diseño facilita la creación de composiciones olfativas al organizar los frascos de esencias según categorías o familias olfativas. Este nombre y diseño se inspiran en el vocabulario musical: los perfumistas trabajan con “notas” olfativas que combinan para crear “acordes”, evocando la composición de melodías musicales. Cada frasco actúa como una tecla de este instrumento simbólico, permitiendo crear fragancias únicas.
Originalmente, el concepto del órgano fue popularizado por el escritor Joris-Karl Huysmans en 1884, en su novela À rebours. Desde entonces, este mueble ha sido un elemento emblemático en la perfumería tradicional, aunque en la actualidad muchos laboratorios lo han sustituido por software especializado para manejar fórmulas con precisión.
Un perfumista puede trabajar con cientos o incluso miles de ingredientes diferentes. Los más usados se disponen en el órgano para facilitar la creatividad y accesibilidad durante el proceso de diseño.

## Estructura de los perfumes
Hay dos tipos de estructuras para la creación de perfumes. Por fases -notas de salida, medias y base- o monolíticas -el aroma se mantiene sin variaciones mientras perdura-; este último tipo se empiezan a crear a partir de 1980. Las fragancias monolíticas se caracterizan por estar creadas con pocos componentes al contrario de las de estructura por fases que son composiciones en las que fácilmente se alcanza a utilizar un centenar de elementos.

## Tipos de perfumes

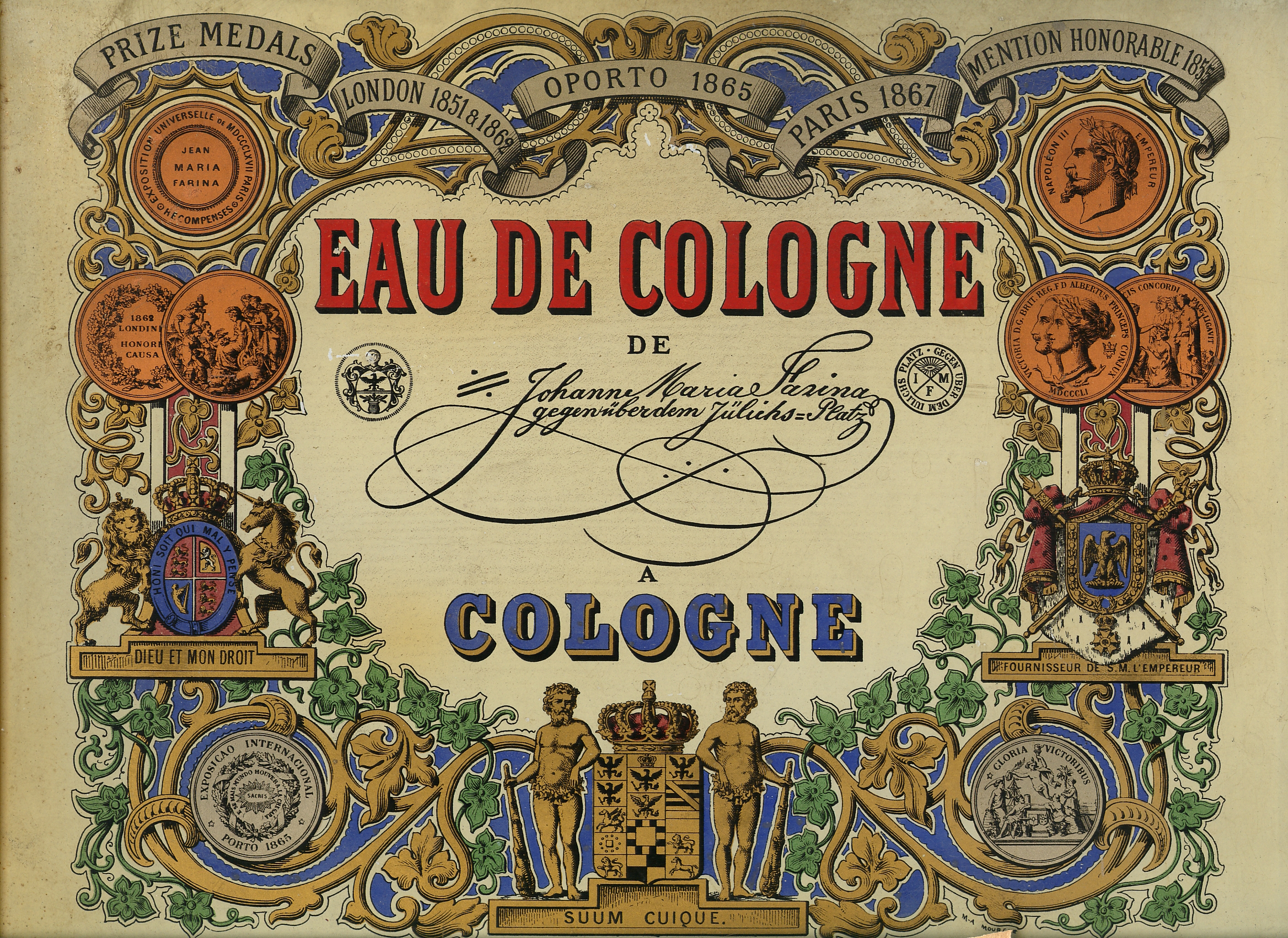
Etiqueta de Agua de colonia (1868).

### Por concentración
Existen diferentes tipos de perfumes, según su intensidad aromática:
- Perfume: la forma más concentrada, entre el 15-45 % de esencia aromática.
- Eau de Perfume (EdP): concentración del ~15 %.
- Eau de toilette (EdT): concentración del 7-15 % (~10 %).
- Agua de colonia, Eau de Cologne (EdC): la misma concentración que el anterior pero con aromas cítricos predominantemente: sólo un 3-6 % (~5 %) de concentrados. Original Eau de Cologne es una denominación registrada como la marca de perfume.
- Splash perfumes (EdS): ~1 % de concentrados. EdS es una denominación registrada como la marca de perfume.

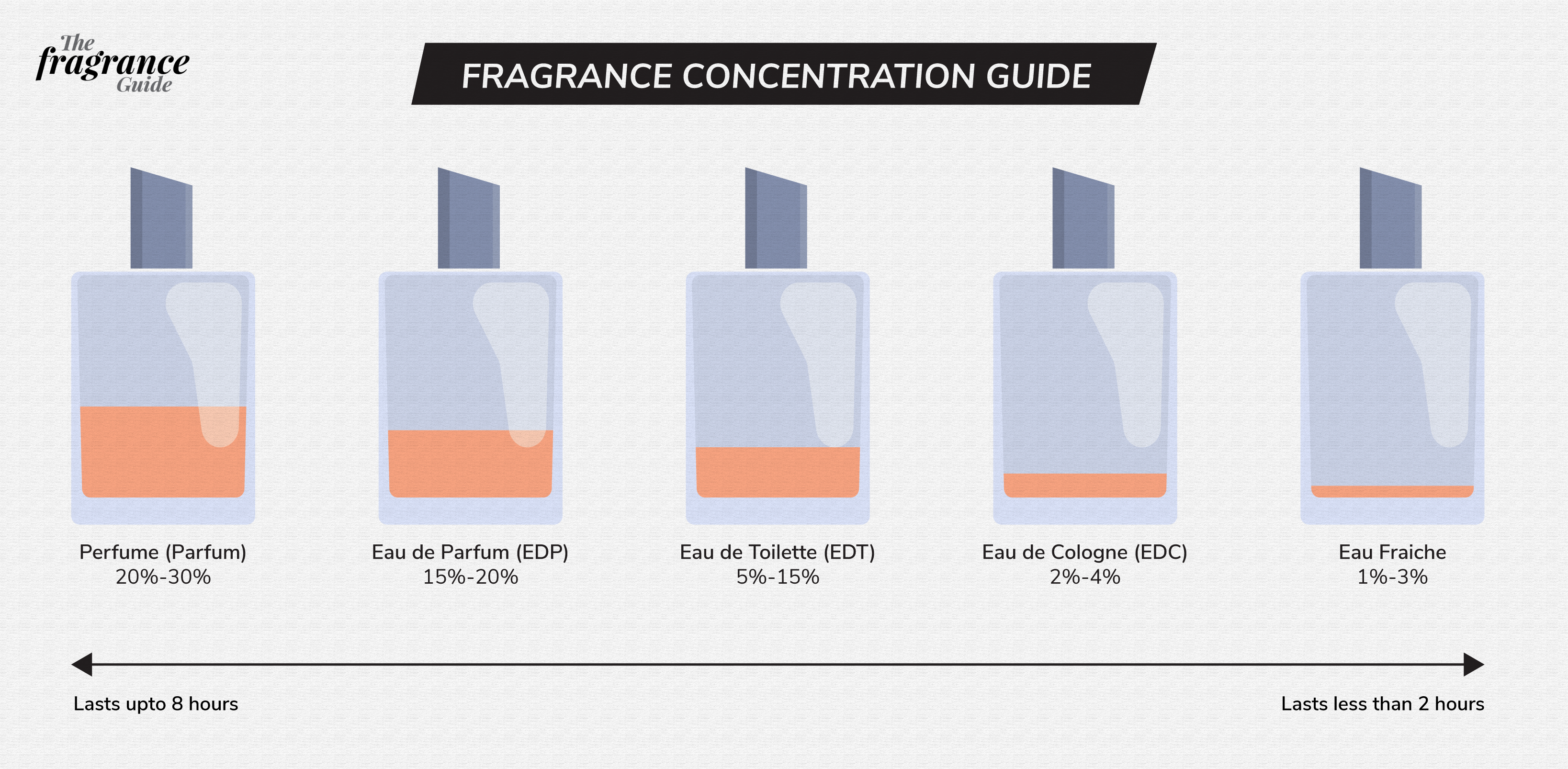
Esta infografía explica las diferencias entre concentraciones de fragancias

Al aplicarse el perfume sobre la piel, el calor del cuerpo evapora el disolvente, permaneciendo las sustancias aromáticas, que se disipan gradualmente durante varias horas.

### Por tipo de fragancia
Una rueda de fragancias, también conocida como rueda de aromas, círculo de fragancias, rueda de perfumes o rueda de olores, es un diagrama circular que muestra las relaciones inferidas entre grupos olfativos en función de similitudes y diferencias en su olor. Se supone que los grupos limítrofes comparten características olfativas comunes. La rueda de fragancias se utiliza frecuentemente como herramienta de clasificación en enología y perfumería.
El diagrama actual (desde 2010), se basa en estudios recientes sobre la percepción del olfato.  Las agrupaciones son aproximadas y se superponen según diferentes fuentes. Se proporcionan ejemplos para cada subfamilia respecto a qué se parece cada aroma.
| Familias                       | Subfamilias       | Ejemplos                         |
| ------------------------------ | ----------------- | -------------------------------- |
| Floral                         | Floral            | Flores recién cortadas           |
| Floral                         | Floral suave      | Aldehídos; notas polvorientas    |
| Floral                         | Floral ámbar      | Flor de naranja; especias dulces |
| Ámbar (anteriormente oriental) | Ámbar suave       | Incienso; ámbar                  |
| Ámbar (anteriormente oriental) | Ámbar             | Oriental; resinas                |
| Ámbar (anteriormente oriental) | Ámbar amaderado   | Sándalo; pachulí                 |
| Amaderado                      | Amaderado         | Maderas aromáticas; vetiver      |
| Amaderado                      | Amaderado musgoso | Musgo de roble; ámbar            |
| Amaderado                      | Amaderado seco    | Maderas secas; cuero             |
| Fresco                         | Aromático         | Lavanda; hierbas aromáticas      |
| Fresco                         | Cítricos          | Bergamota; aceites cítricos      |
| Fresco                         | Acuáticos         | Marina; notas acuáticas          |
| Fresco                         | Verde             | Gálbano; notas verdes            |
| Fresco                         | Frutal            | Bayas; frutas                    |

## Interacciones en la salud y el medio ambiente
Determinados compuestos utilizados en la fabricación de perfumes y aguas de colonia podrían tener efectos como disruptores endocrinos y sus consiguientes efectos adversos sobre la salud.
Otras sustancias presentes en la composición de los perfumes podrían causar problemas en individuos asmáticos, o alérgicos a alguno de sus compuestos.

### Inmunológicos, asma y alergia
La evidencia en revistas científicas revisadas por pares muestra que algunas fragancias pueden causar reacciones asmáticas en ciertas personas, especialmente aquellas con asma grave o atópica. Muchos ingredientes de fragancias también pueden causar dolores de cabeza, reacciones alérgicas en la piel o náusea.
En algunos casos, el uso excesivo de perfumes puede causar reacciones alérgicas en la piel. Por ejemplo, el acetofenona, el acetato de etilo[cita requerida], y la acetona, que están presentes en muchos perfumes, también son conocidos o potenciales alérgenos respiratorios. Sin embargo, esto puede ser engañoso, ya que el daño causado por muchas de estas sustancias químicas (ya sean naturales o sintéticas) depende de las condiciones ambientales y sus concentraciones en el perfume. Por ejemplo, el linalol, que se enumera como irritante, causa irritación en la piel cuando se descompone en peróxidos; sin embargo, el uso de antioxidantes en perfumes o la reducción de las concentraciones puede prevenir esto. Además, la furanocumarina presente en extractos naturales de pomelo o apio puede causar reacciones alérgicas graves y aumentar la sensibilidad a la radiación ultravioleta.
Algunas investigaciones sobre aromáticos naturales han demostrado que muchos contienen compuestos que causan irritación en la piel. Sin embargo, algunos estudios, como la investigación de IFRA, afirman que el opopánax es demasiado peligroso para ser utilizado en perfumería, pero aún carecen de un consenso científico.
También es cierto que a veces la inhalación sola puede causar irritación en la piel.[cita requerida]

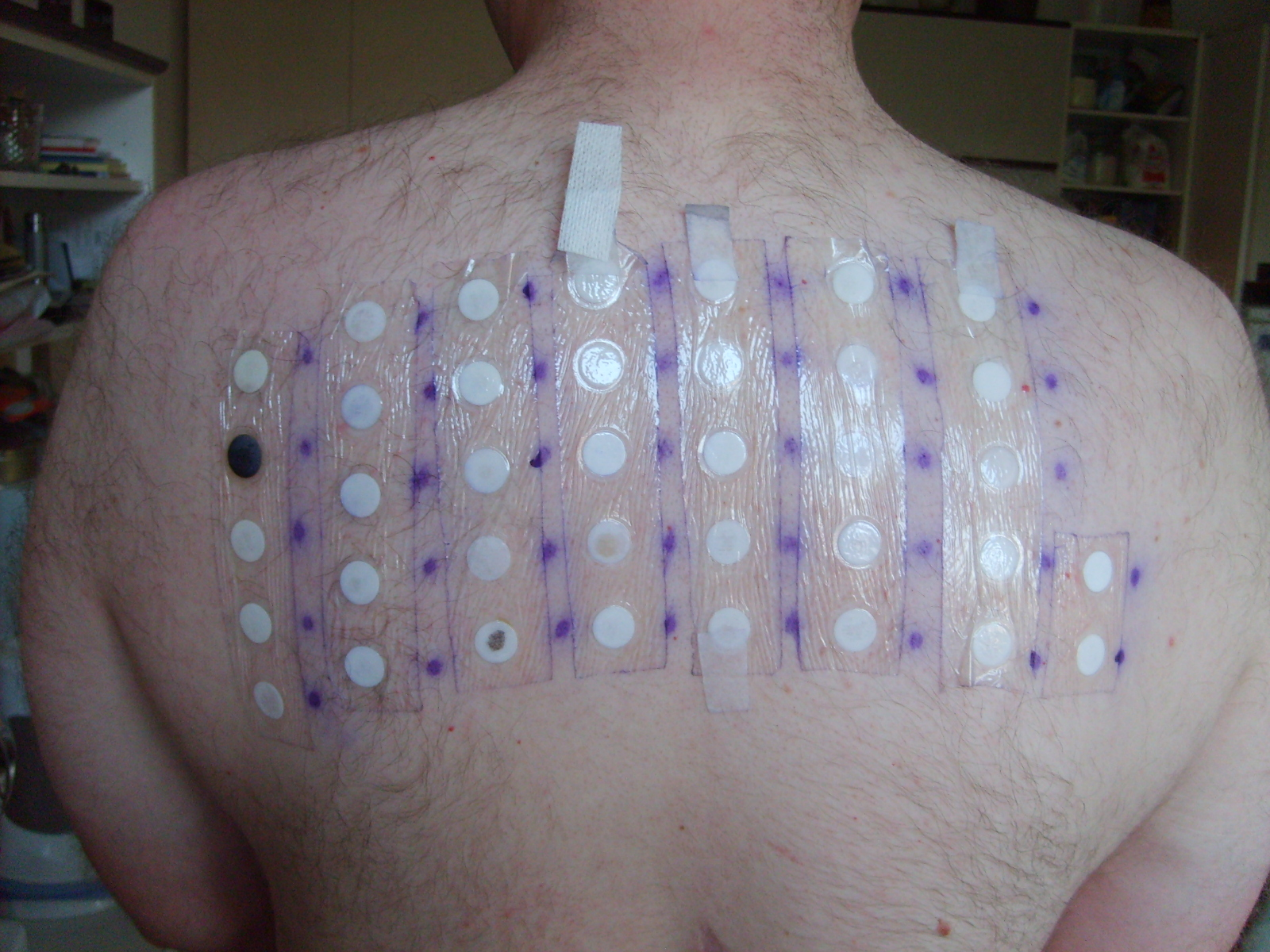
Patch test

Varios estudios nacionales e internacionales han identificado el bálsamo del Perú, que a menudo se utiliza en perfumes, como uno de los "cinco principales" alérgenos que más comúnmente causan reacciones en pruebas de parche en personas que acuden a clínicas de dermatología. Un estudio en 2001 encontró que el 3.8 % de la población general sometida a pruebas de parche era alérgica a él. Muchos perfumes contienen componentes idénticos al bálsamo del Perú.
El Bálsamo del Perú se utiliza como marcador para la alergia al perfume. Su presencia en un cosmético se indica mediante el término INCI Myroxylon pereirae. El Bálsamo del Perú ha sido prohibido por la Asociación Internacional de Fragancias desde 1982 para su uso como compuesto fragante, pero puede estar presente como extracto o destilado en otros productos, donde no es obligatorio el etiquetado para el uso de 0,4 % o menos.